# Angalarri River
Der Angalarri River ist ein Fluss im Nordwesten des australischen Territoriums Northern Territory. Häufig führt er in der Trockenzeit wenig oder gar kein Wasser.

## Geografie

### Flusslauf
Der Fluss entspringt an den Südhängen des Twins Mount in der östlichen Yambarran Range. Er fließt nach Südwesten entlang des Gebirges und mündet bei Bradshaw in den Victoria River.

### Nebenflüsse mit Mündungshöhen
- Ikymbon River – 23 m[1]